# Madonna Benois
Madonna Benois és un quadre pintat per Leonardo da Vinci entre 1478 i 1482 i que s'exposa actualment al Museu de l'Ermitage.
Pot ser una de les dues Verges amb nen que Leonardo da Vinci va començar l'octubre del 1478, com ell mateix va assenyalar. L'altra en seria La mare de Déu i el clavell, que es troba a Múnic. Sembla que la Madonna Benois va ser la primera obra pintada per Leonardo amb independència del seu mestre, Verrocchio. Hi ha dos esbossos preliminars de Leonardo per a aquesta obra al Museu Britànic. Va rebre el nom de Madonna Benois per la família que tenia aquesta obra.